# اف‌وی ویزارد
اف‌وی ویزارد (به انگلیسی: FV Wizard) یک کشتی است که طول آن ۱۵۶ فوت (۴۸ متر) می‌باشد. این کشتی در سال ۱۹۴۵ ساخته شد.